# Milete
Milete  (in greco antico: Μύλης?, Mýlis) è un personaggio della mitologia greca. Fu il secondo re dei Lelegi.

## Genealogia
Figlio di Lelego e di Cleocaria e padre di Eurota.

## Mitologia
Successe al trono del padre e fu succeduto dal figlio Eurota.
Secondo una vecchia tradizione fu l'inventore del mulino.